# Karen Ellemann
Karen Ellemann Kloch, tidigare Ellemann Kharabian, född 26 augusti 1969 i Charlottenlund, är en dansk politiker (Venstre).
Ellemann har varit ledamot av folketinget sedan 2007. Mellan 2009 och 2010 var hon Danmarks inrikesminister och socialminister och mellan 2010 och 2011 var hon landets miljöminister samt minister för nordiskt samarbete i Regeringen Lars Løkke Rasmussen I. Efter folketingsvalet 2015 utsågs hon till social- och inrikesminister i Regeringen Lars Løkke Rasmussen II, och när Regeringen Lars Løkke Rasmussen III bildades i november 2016 blev hon jämställdhetsminister och minister för nordiskt samarbete.
2018 lämnade hon regeringen för att bli gruppledare för Venstre i folketinget, och efter folketingsvalet 2019 utsågs hon till vice talman.
Ellemann är dotter till tidigare utrikesministern Uffe Ellemann-Jensen och sekreteraren Hanne Ellemann-Jensen samt halvsyster till politikern Jakob Ellemann-Jensen. Hon är gift med Kresten Kloch och har två barn från ett tidigare äktenskap med Aren Boje Kharabian.
Karen Ellemann är sedan 2023 Nordiska ministerrådets generalsekreterare.

## Utmärkelser
- Kommendör av Dannebrogorden

[Redigera Wikidata]